# Піщанка (селище)
Піща́нка — селище в Україні, адміністративний центр Піщанської селищної громади Тульчинського району Вінницької області.

## Географія
Селищем протікає річка Хрустова, ліва притока Кам'янки.
В околицях знаходиться ботанічний заказник місцевого значення Кукулянська дача.

## Історія
Піща́нка — селище міського типу в Україні, адміністративний центр Піщанської тергромади.
За адміністративним поділом 16 – 18 ст. – Піщанка підпорядковувалася Брацлавському повіту на Поділлі;
В історичних джерелах вона вперше згадується у 1734 році під назвою Піщана. Через 50 років село стало називатись Піщанкою.
З 1793 року містечко увійшло до Ямпільського повіту;
З 1812 року – входить до Ольгопільського повіту Подільської губернії;
7 (20) листопада 1917 року, відповідно до Третього Універсалу Української Центральної Ради, увійшло до складу Української Народної Республіки.
З 1923 року – стає центром Піщанського району, Тульчинського округу;
З 1962 року – приєднано до Крижополя;
З 22 грудня 1966 року – відновлено статус районного центру Піщанського району, Вінницької області;
17 липня 2020 року – ліквідовано Піщанський район. Селище стає центром Піщанської територіальної громади Тульчинського району Вінницької області.

### Походження назви населеного пункту
Існує 2 версії походження назви селища. За першою – назва походить від легких піщаних ґрунтів, на яких добре ростуть коренеплоди та баштанні рослини.
Втім, за одним з переказів, назва селища походить від слова «писк», «пищати». У далеку давнину тут, у густому лісі, переховувалися жінки з дітьми від набігів кочівників, втікачі з турецької неволі, а також знедолені знущаннями кріпаки, їх виловлювали й жорстоко катували. Жіночий та дитячий плач сповнював ліс. Кати назвали цей плач писком. Так і прижилося це слово до місцевості, а пізніше й до села. Першим поселився тут український козак Квітка.

15 серпня 1919 р. у бою проти комуно-московських військ за Піщанку було тяжко поранено командира 7-го Синього полку 3-ї Залізної дивізії Армії УНР Олександра Вишнівського.
У селищі діє Піщанський краєзнавчий музей.

## Населення

### Мова
Розподіл населення за рідною мовою за даними перепису 2001 року:
| Мова            | Кількість | Відсоток |
| --------------- | --------- | -------- |
| українська      | 5551      | 98.18%   |
| російська       | 53        | 0.94%    |
| циганська       | 21        | 0.37%    |
| румунська       | 11        | 0.19%    |
| єврейська       | 9         | 0.16%    |
| білоруська      | 3         | 0.05%    |
| польська        | 2         | 0.04%    |
| німецька        | 1         | 0.02%    |
| інші/не вказали | 3         | 0.05%    |
| Усього          | 5654      | 100%     |

## Релігія
Перша церква Свято-Успінська збудована у 1747 р. – дерев’яна тісна; розібрана у 1855 р. Нова церква збудована у 1848 – 1855 рр. – цегляна п’ятиверха, дах залізний, з окремою цегляною дзвіницею. Довжина 12 саж. (25.6 м), ширина 8 саж. (17 м), висота 16 саж. (34 м) 
Також відома церква Різдва Христа з 1778 року, яку перетворено з уніатської (греко-католицької) на православну в 1794 р. Нова споруда 1853 р. 

Найновіша церква побудована з червоної цегли в 2011 році на кошти інвесторів. Вона має 2 куполи. Знаходиться на центральній вулиці, біля школи і за меморіалом слави повз якого і проходить доріжка до центрального входу. В церкві знаходиться багато ікон. Туди приходять  віруючі з усього селища. Там є церковний хор і також працює недільна школа, де люди дізнаються про церковне життя та звичаї.

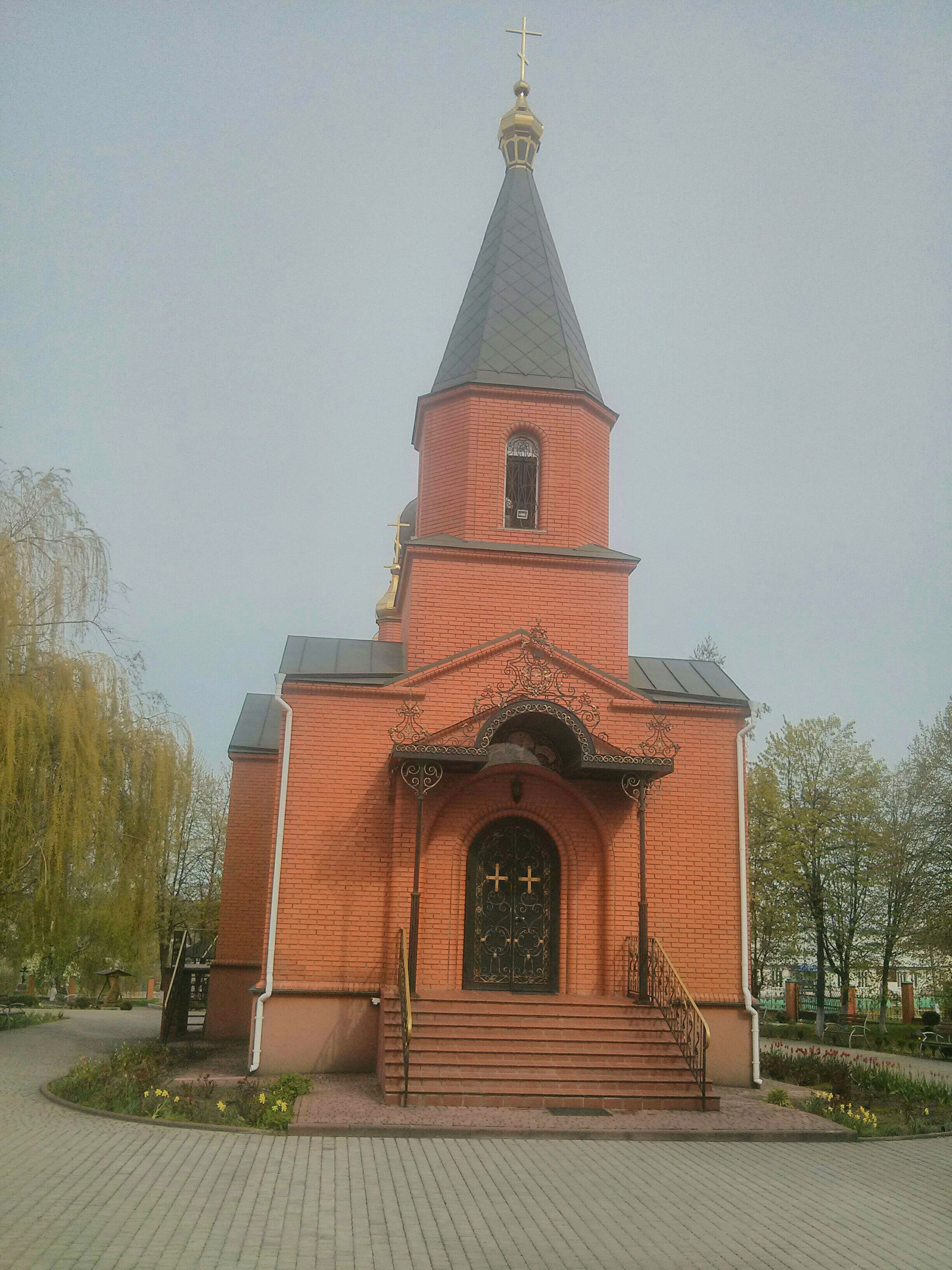
Церква

## Транспорт
За 5 км розташовується станція Попелюхи. Курсують електропоїзди приміського сполучення Одеса-Вапнярка і Жмеринка-Попелюхи. Пасажирські поїзди не зупиняються, тому на них необхідно сідати на сусідній станції Рудниця (що за 10 км від Піщанки), або ж їхати з Попелюх електричкою до Вапнярки чи Жмеринки, і вже там сідати на поїзд.
Автодорога до обласного центру проходить автошляхом Р08.

## Персоналії
Народилися:
- Юлія Рябчинська — олімпійська чемпіонка мюнхенської Олімпіади у веслуванні на байдарці.
- Савицький Костянтин Амосович — заслужений діяч наук УРСР, знавець виведення гречки,
- Харжевський Володимир Степанович — писар штабу 1-ї бригади 4-ї Київської дивізії Армії УНР, Герой Другого Зимового походу.

Помер:
- доктор права, командир І-го артполку Української Галицької Армії Ярослав Воєвідка

## Культура
У селі працює будинок культури та краєзнавчий музей. Виступає хор «Діброва» та народний вокально-інструментальний ансамбль «Лаври» під керівництвом Федіра Івановича Ущаповського.

## Пам'ятки
- Кукулянська дача — ботанічний заказник місцевого значення.

## Галерея

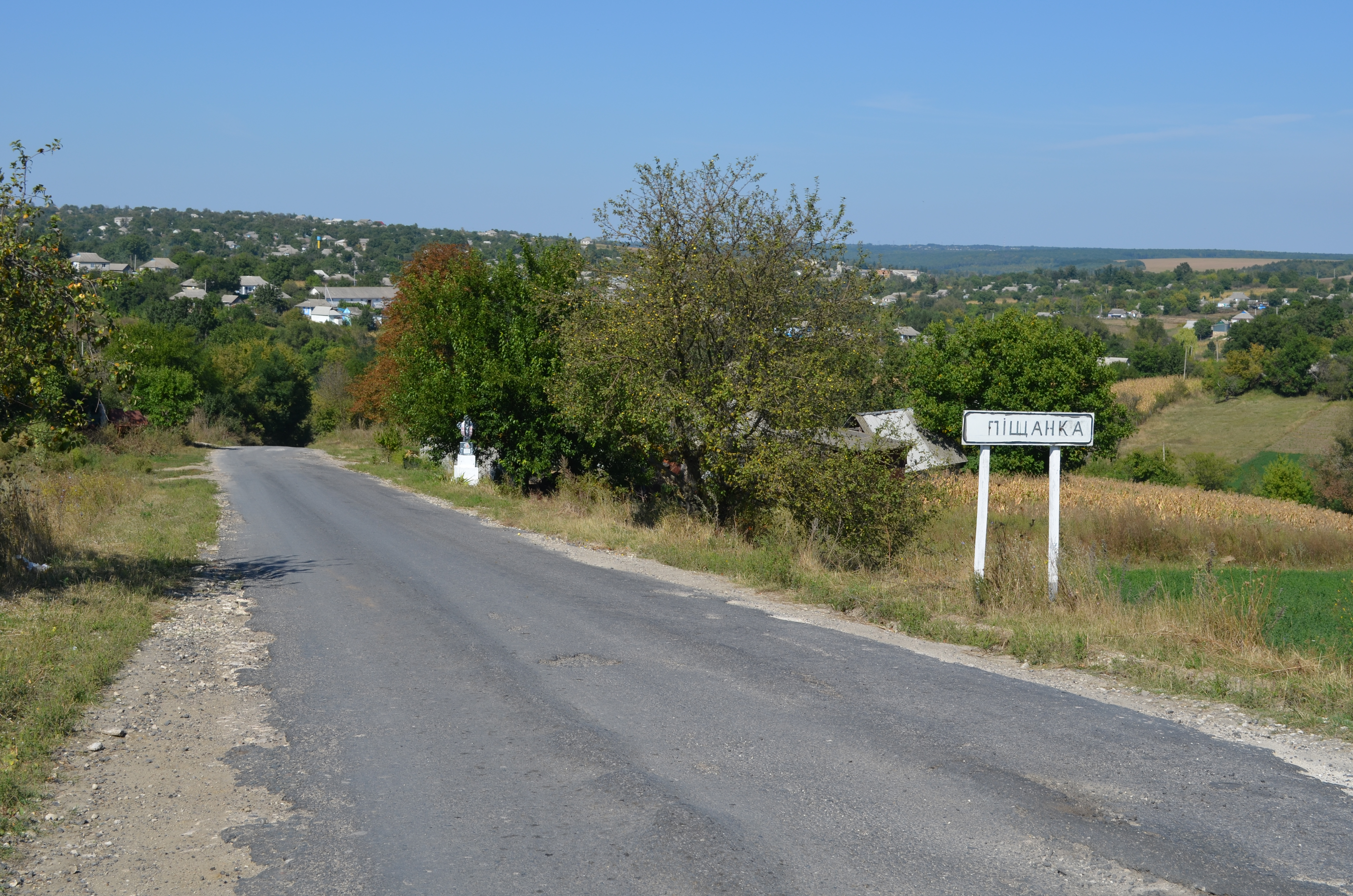
В'їзд до Піщанки
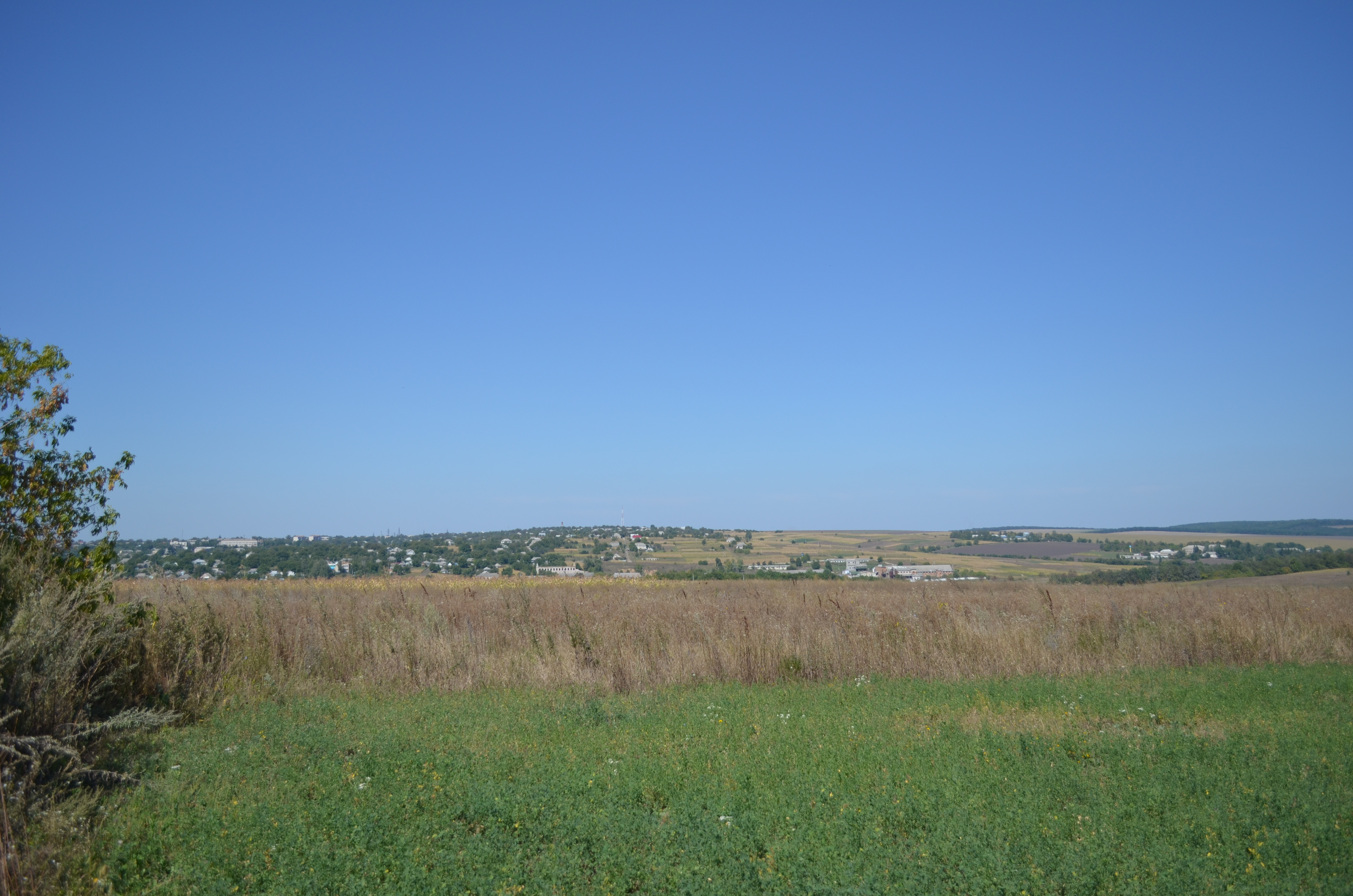
Панорама
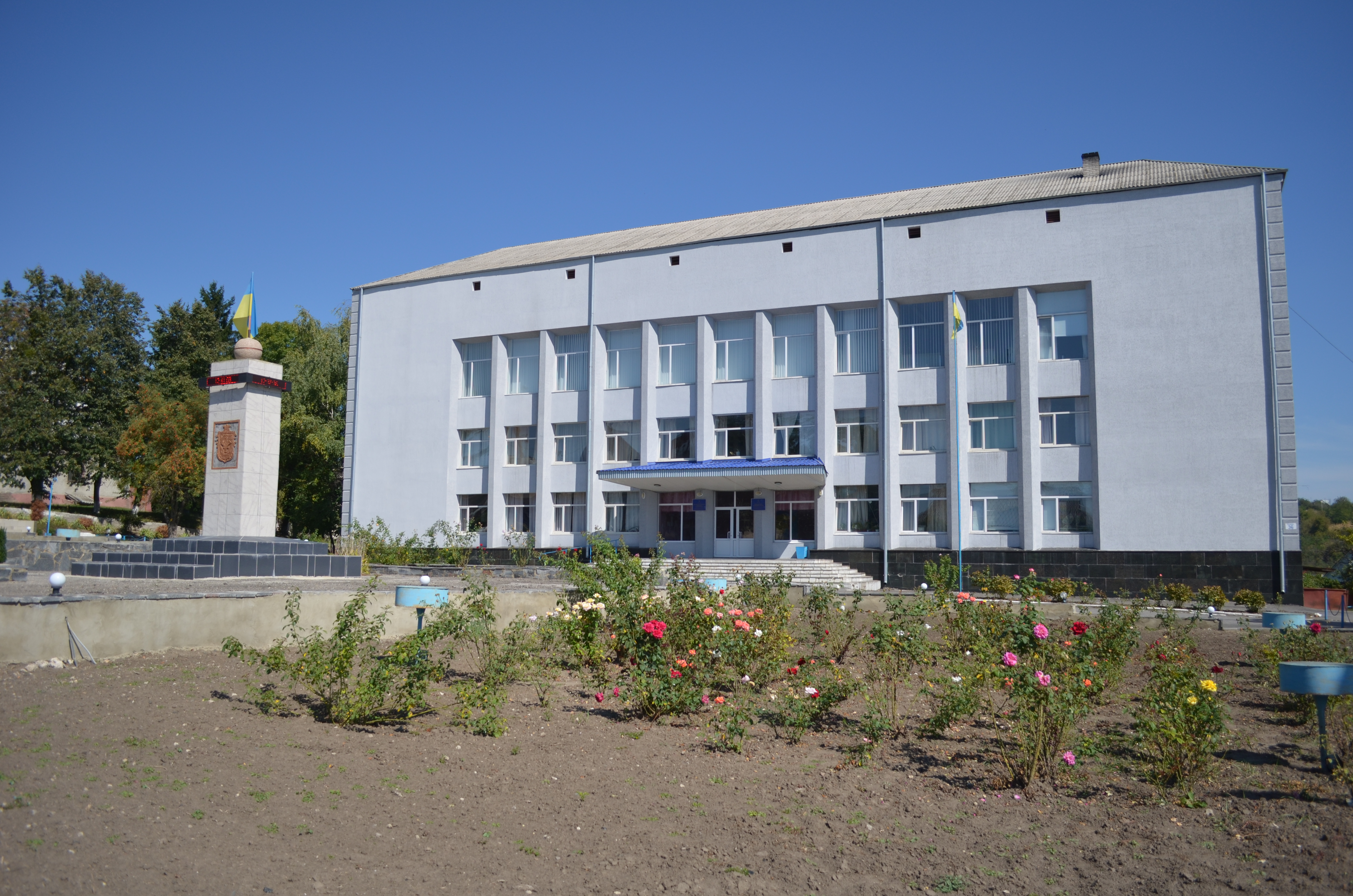
Будівля селищної ради (раніше райдержадміністрації)
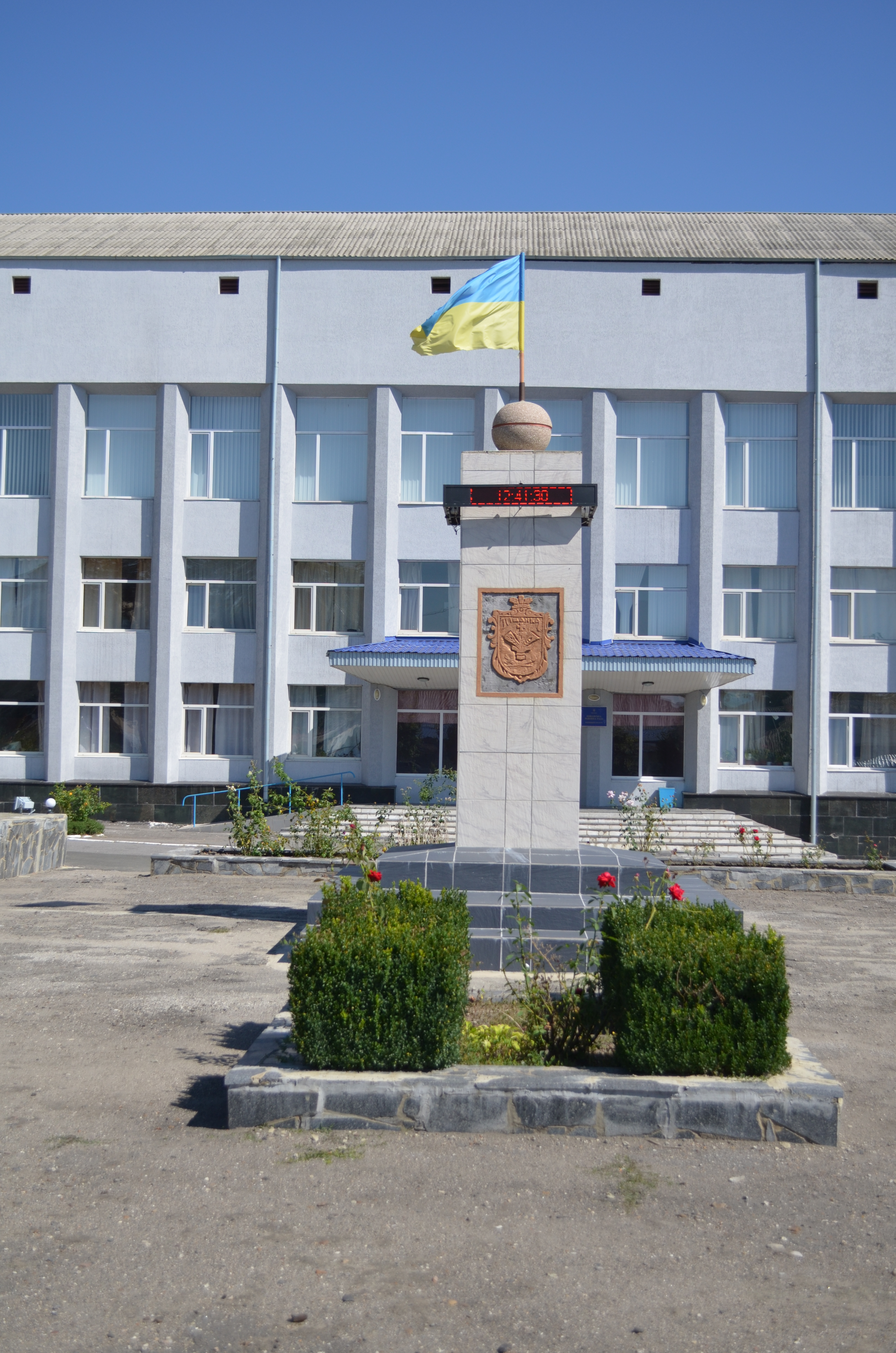
Місце, де раніше стояв пам'ятник Леніну
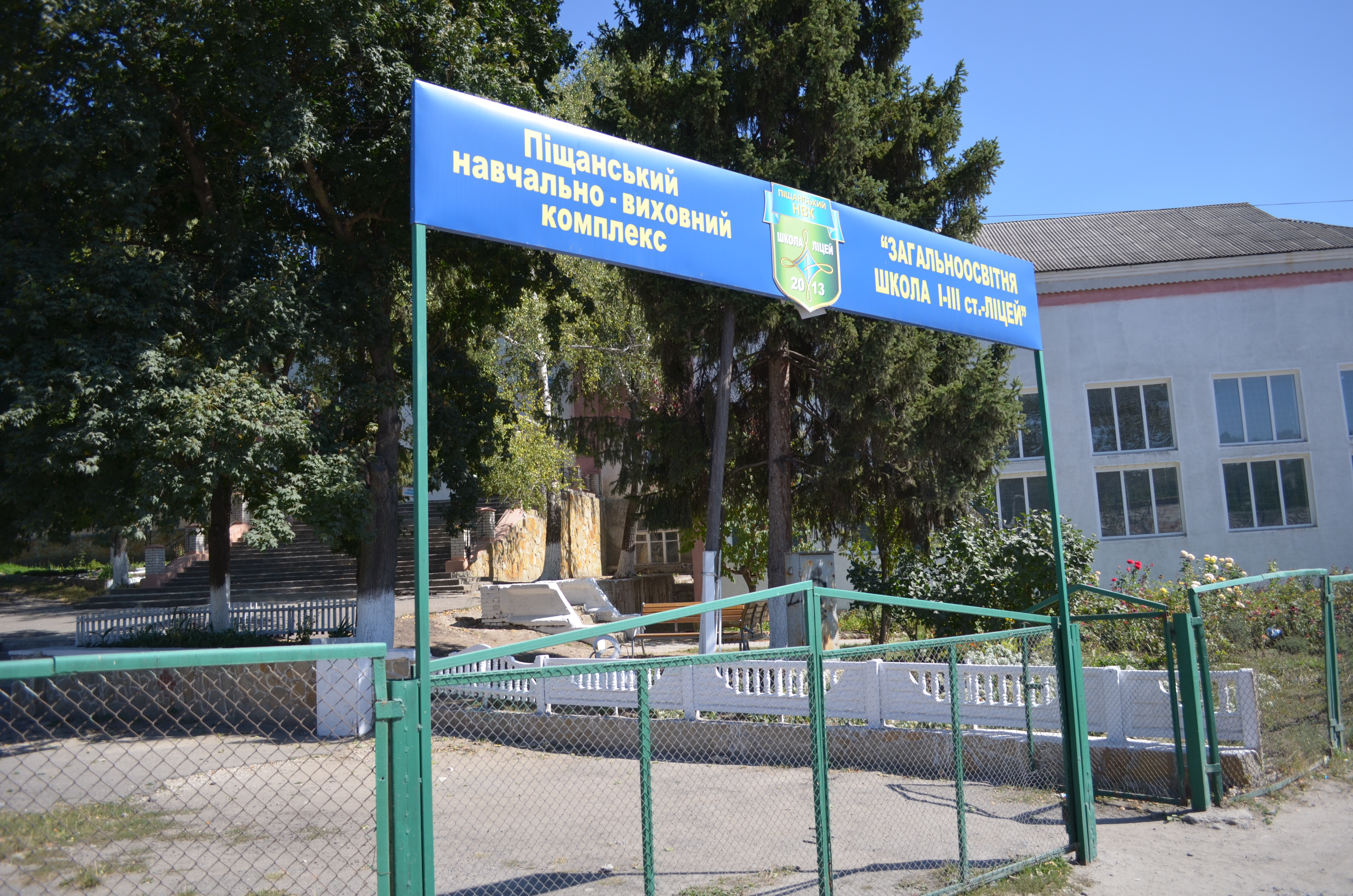
Школа-ліцей
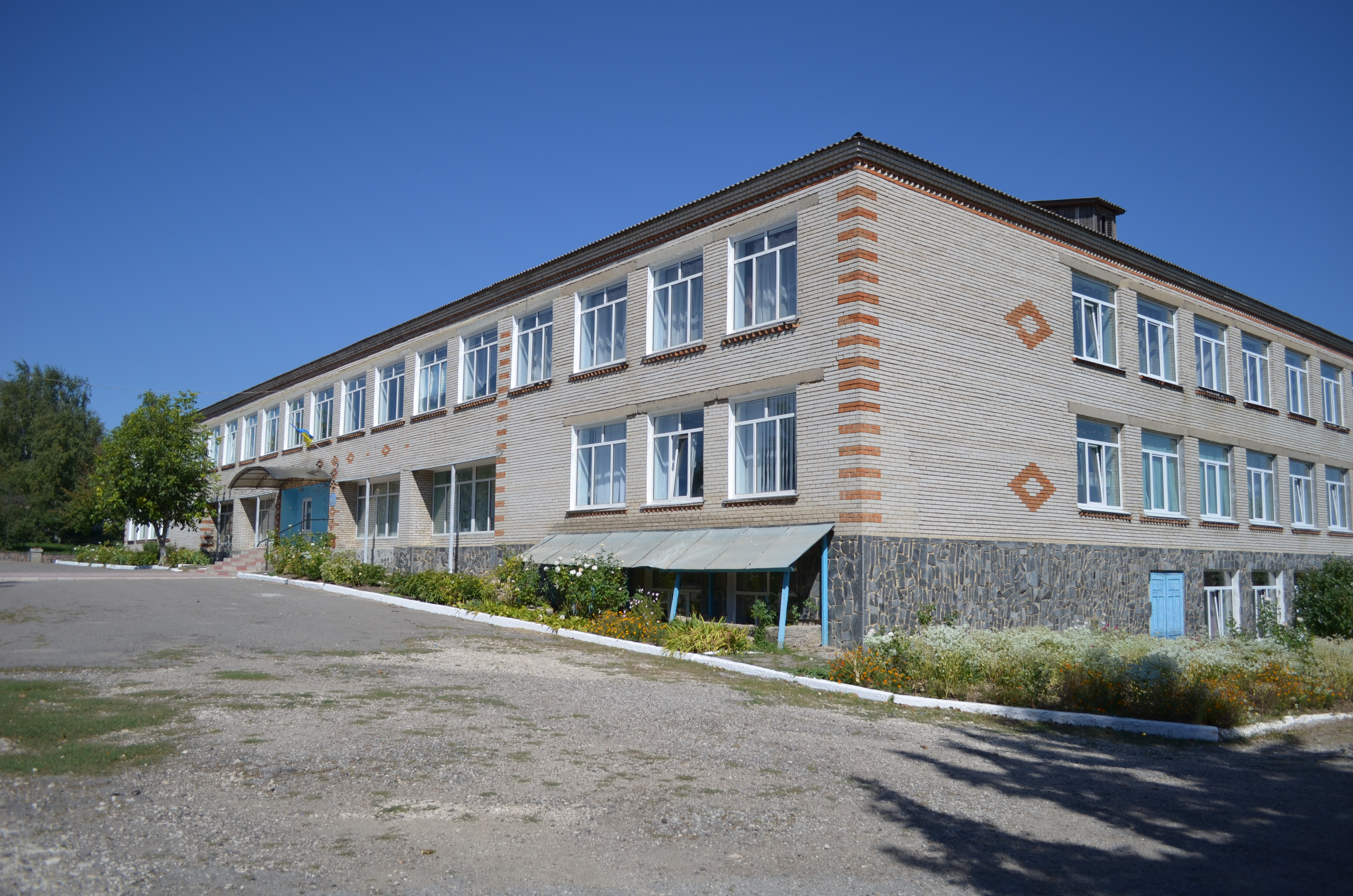
Школа-гімназія
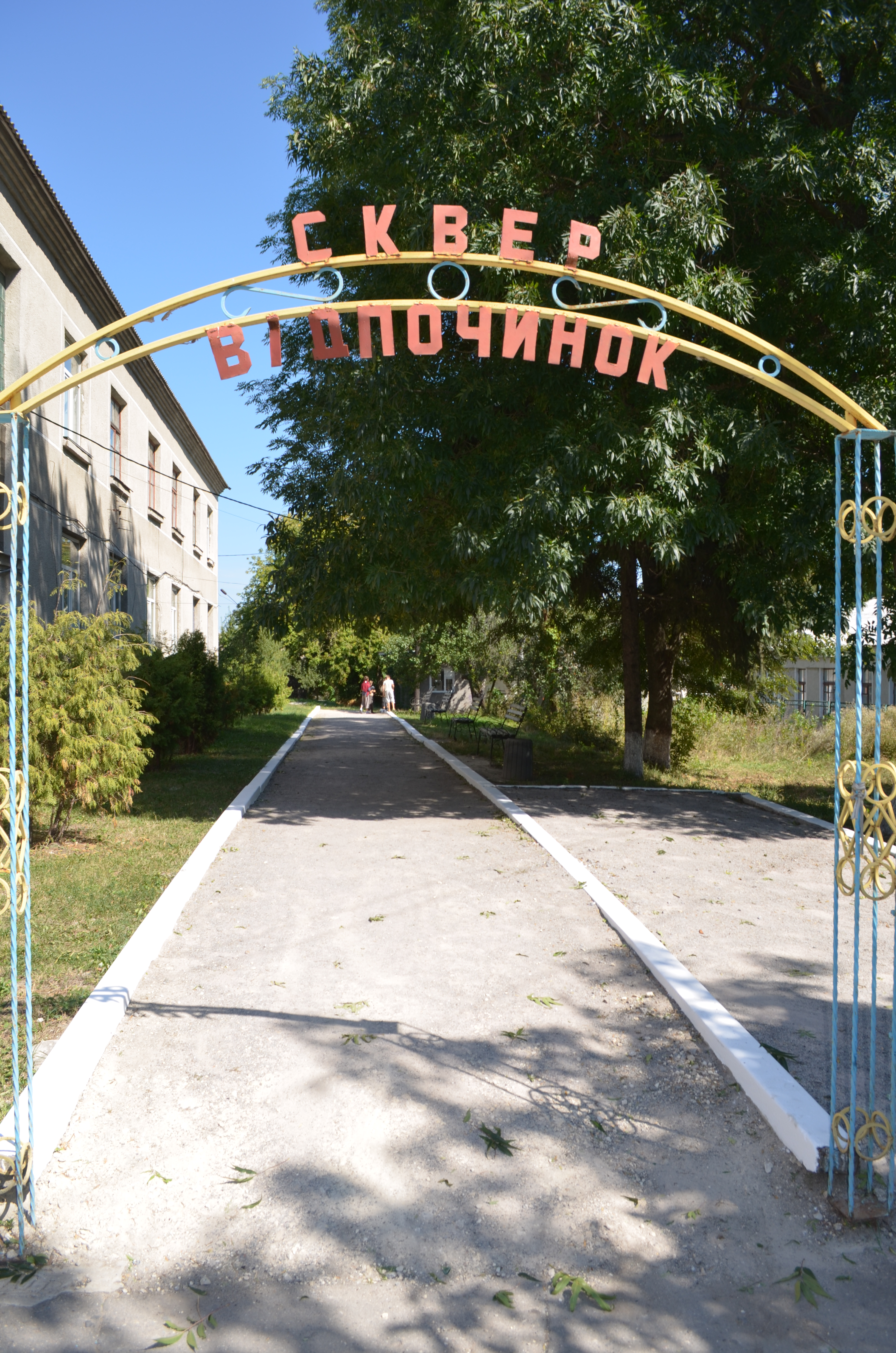
Сквер відпочинку
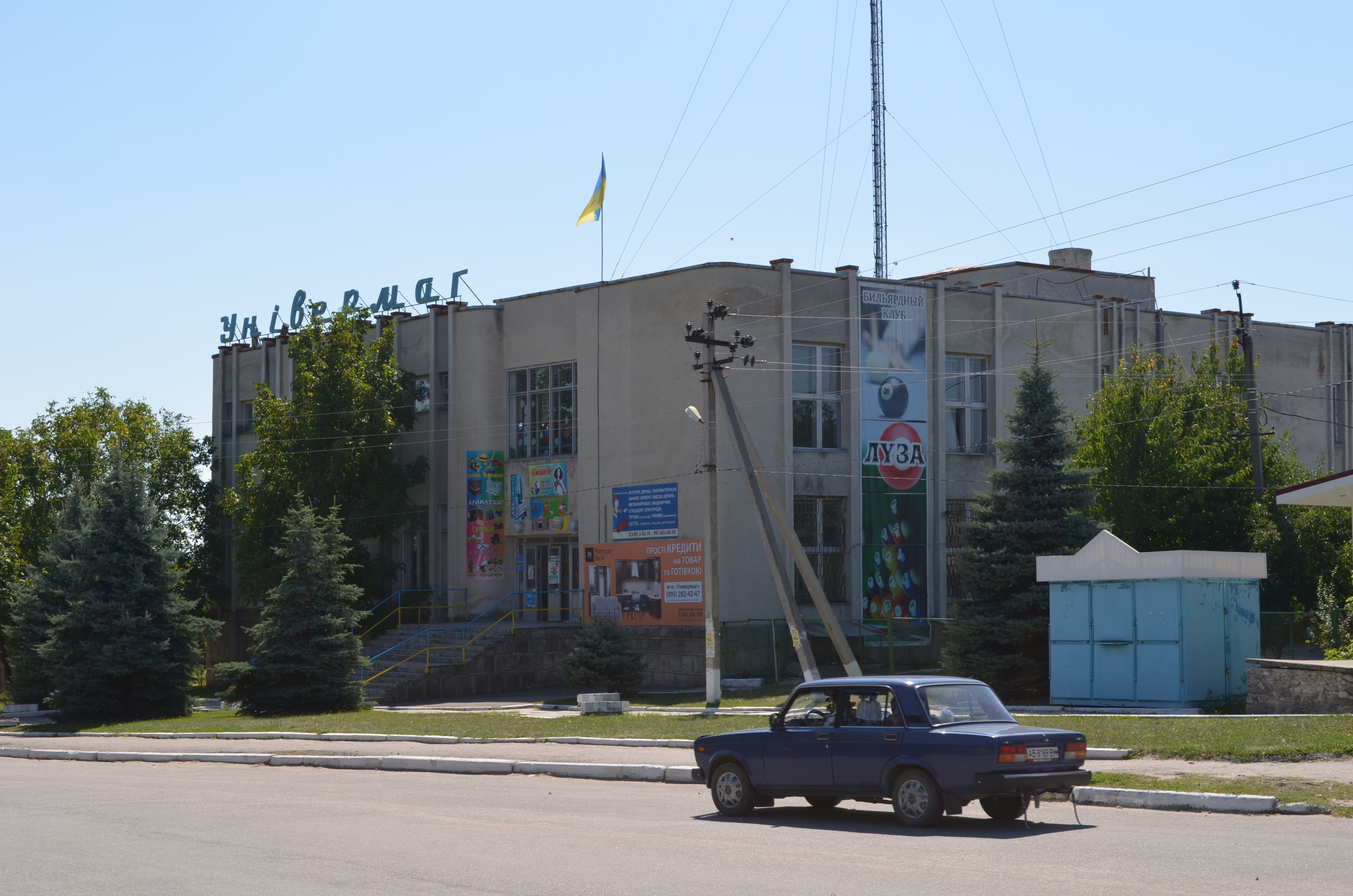
Універмаг
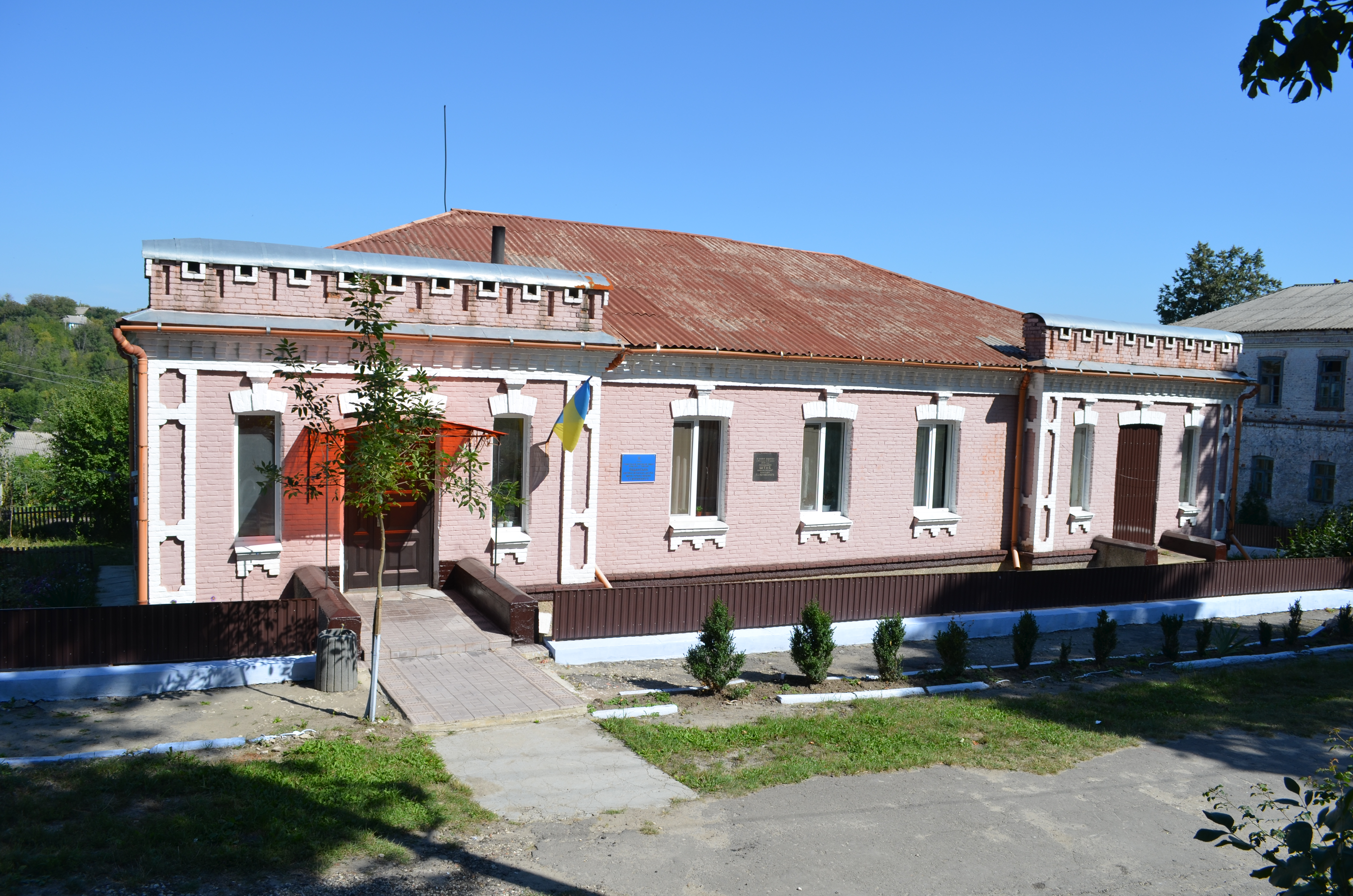
Музична школа імені Павла Муравського (раніше штаб Г.І. Котовського)
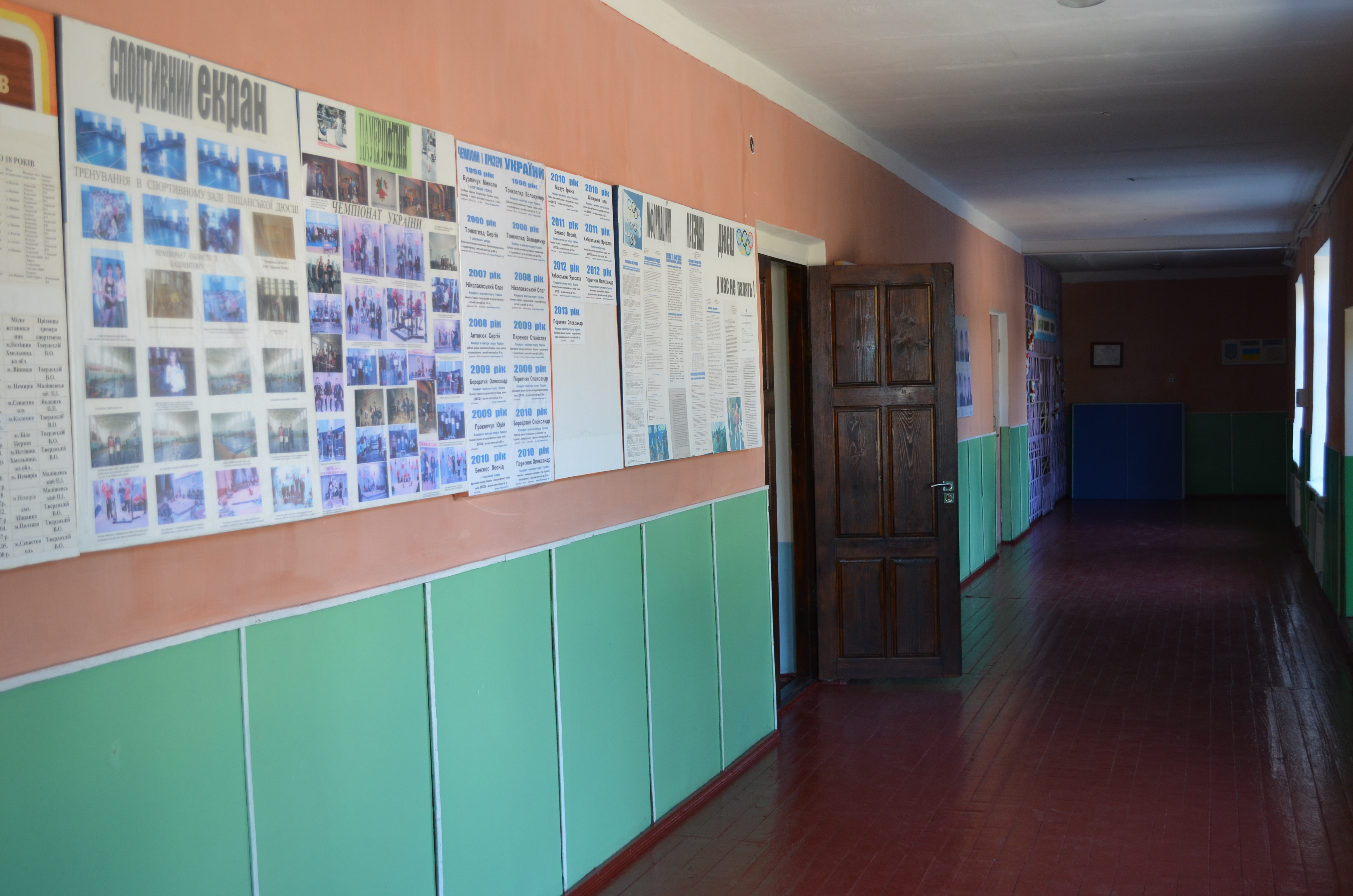
У спортивній школі
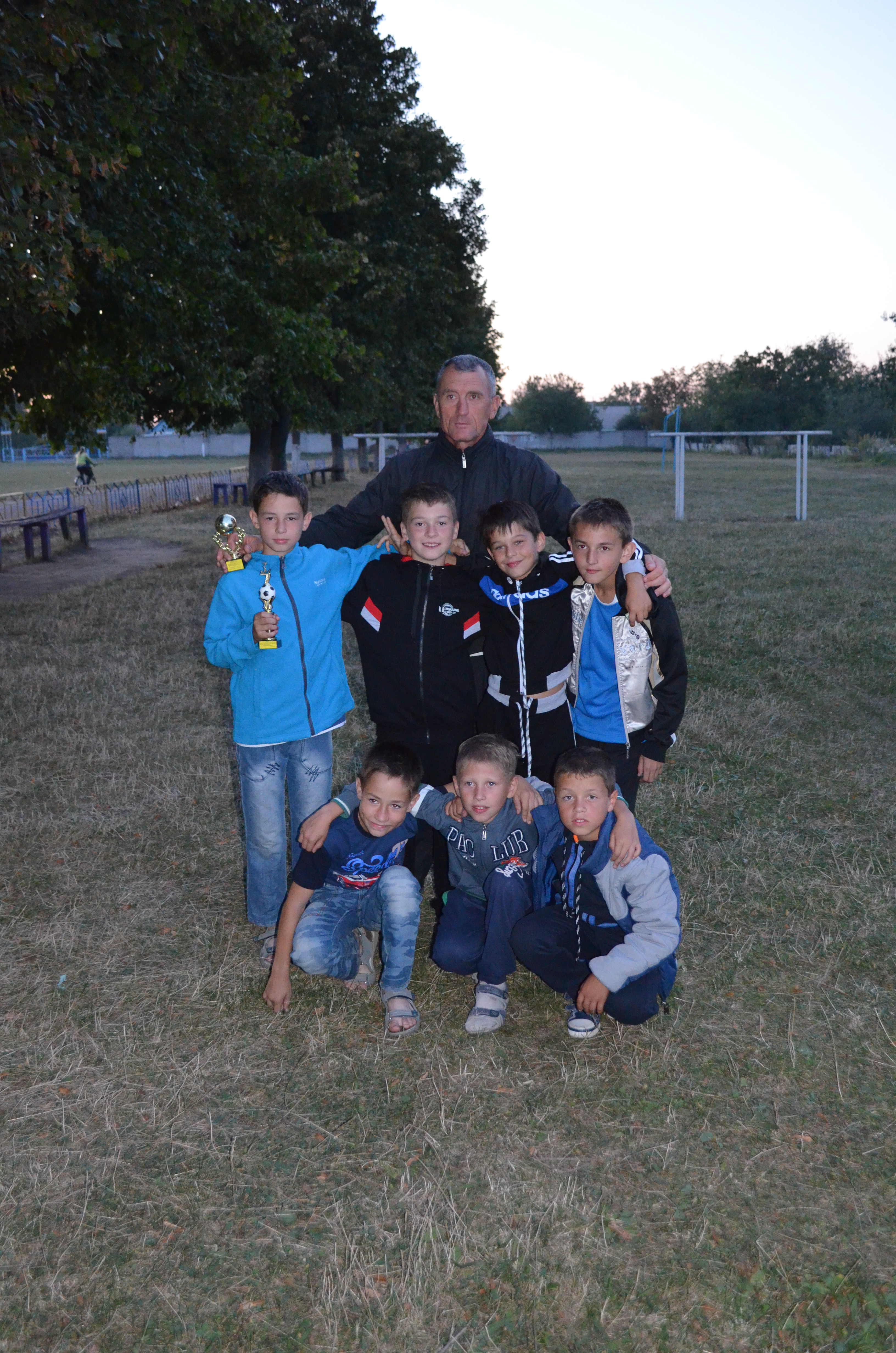
Дідур Іван Михайлович разом з юними футболістами секції «Юний динамівець»
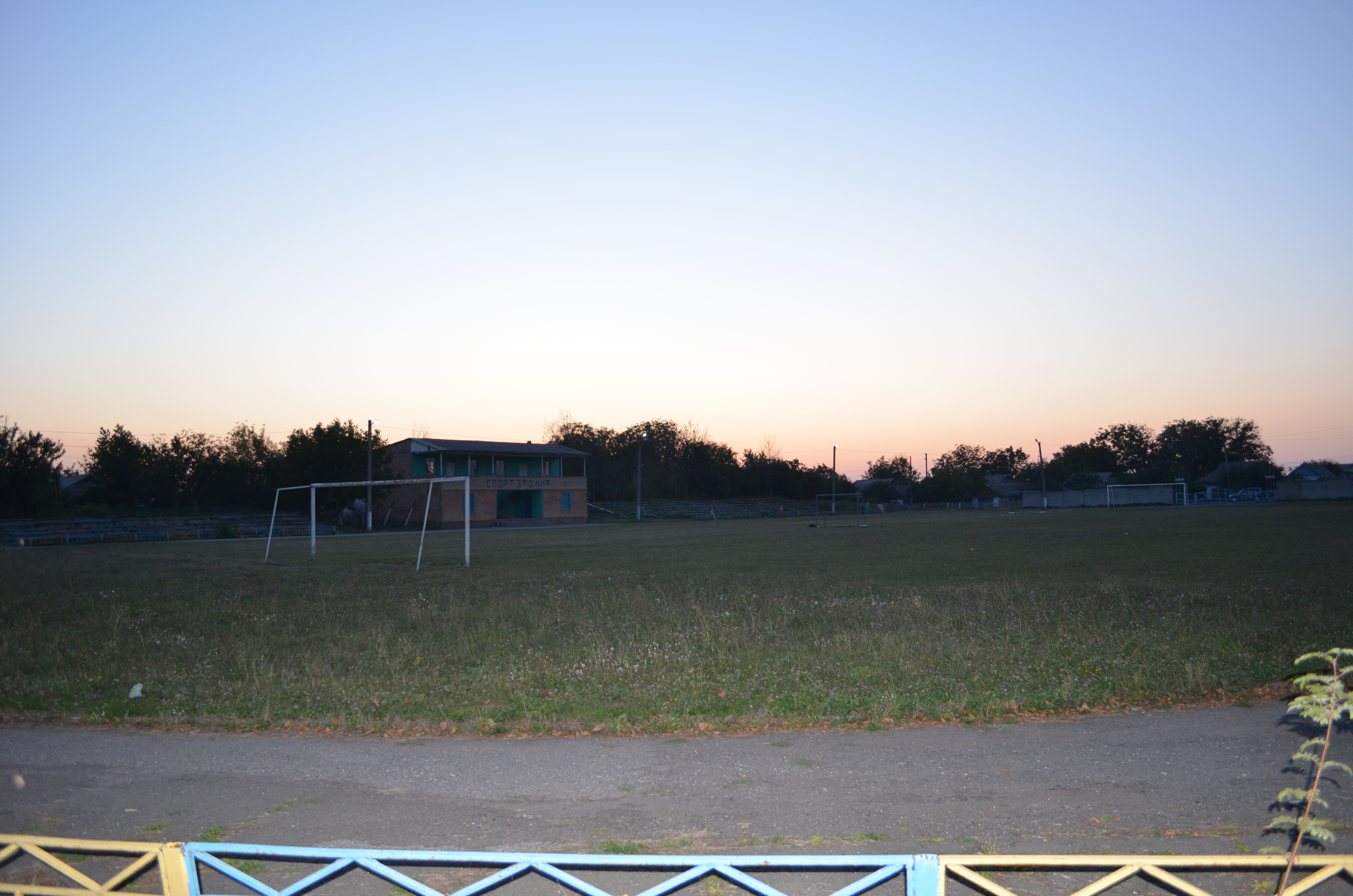
Стадіон
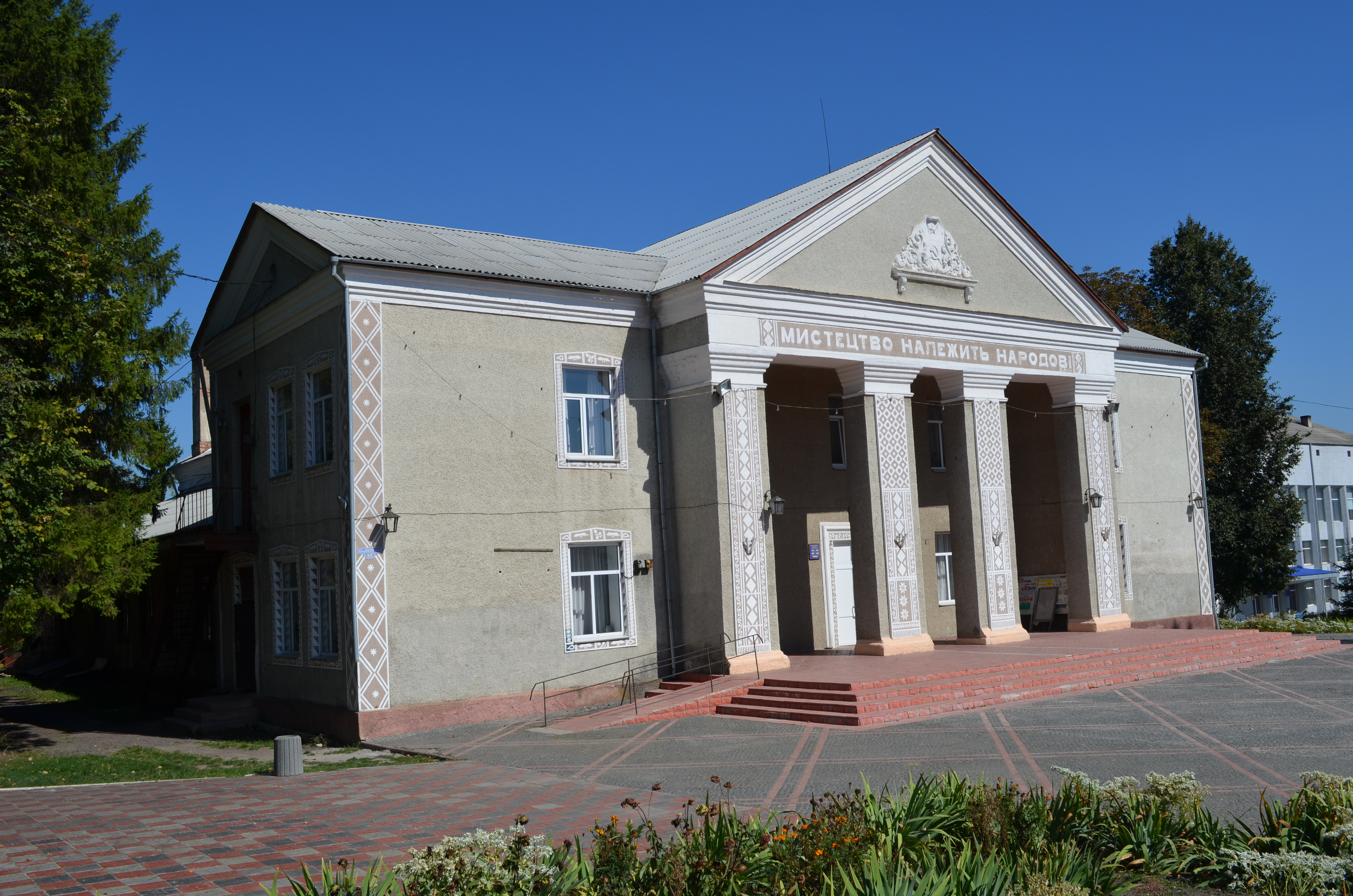
Будинок культури
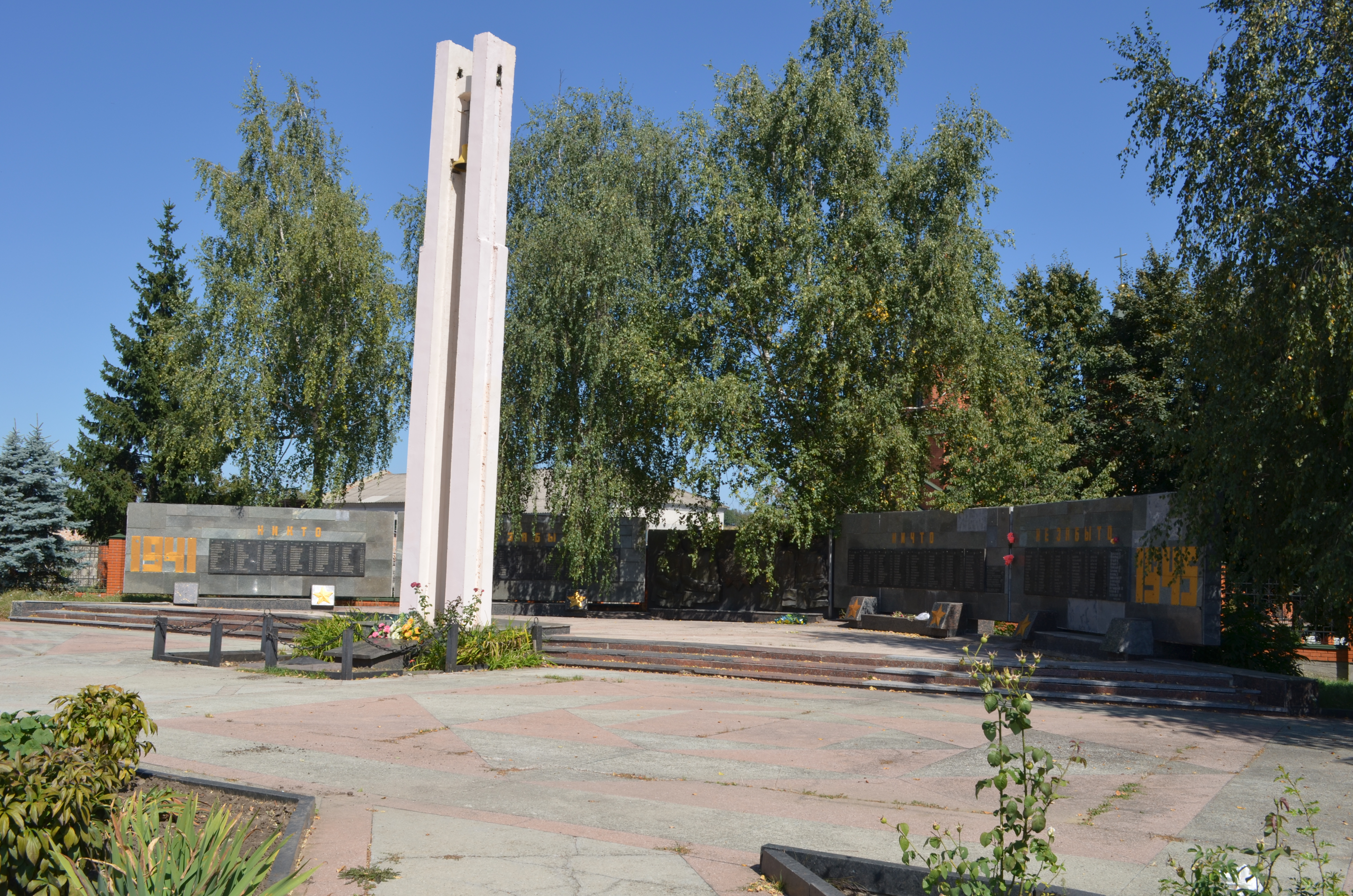
Меморіальний комплекс
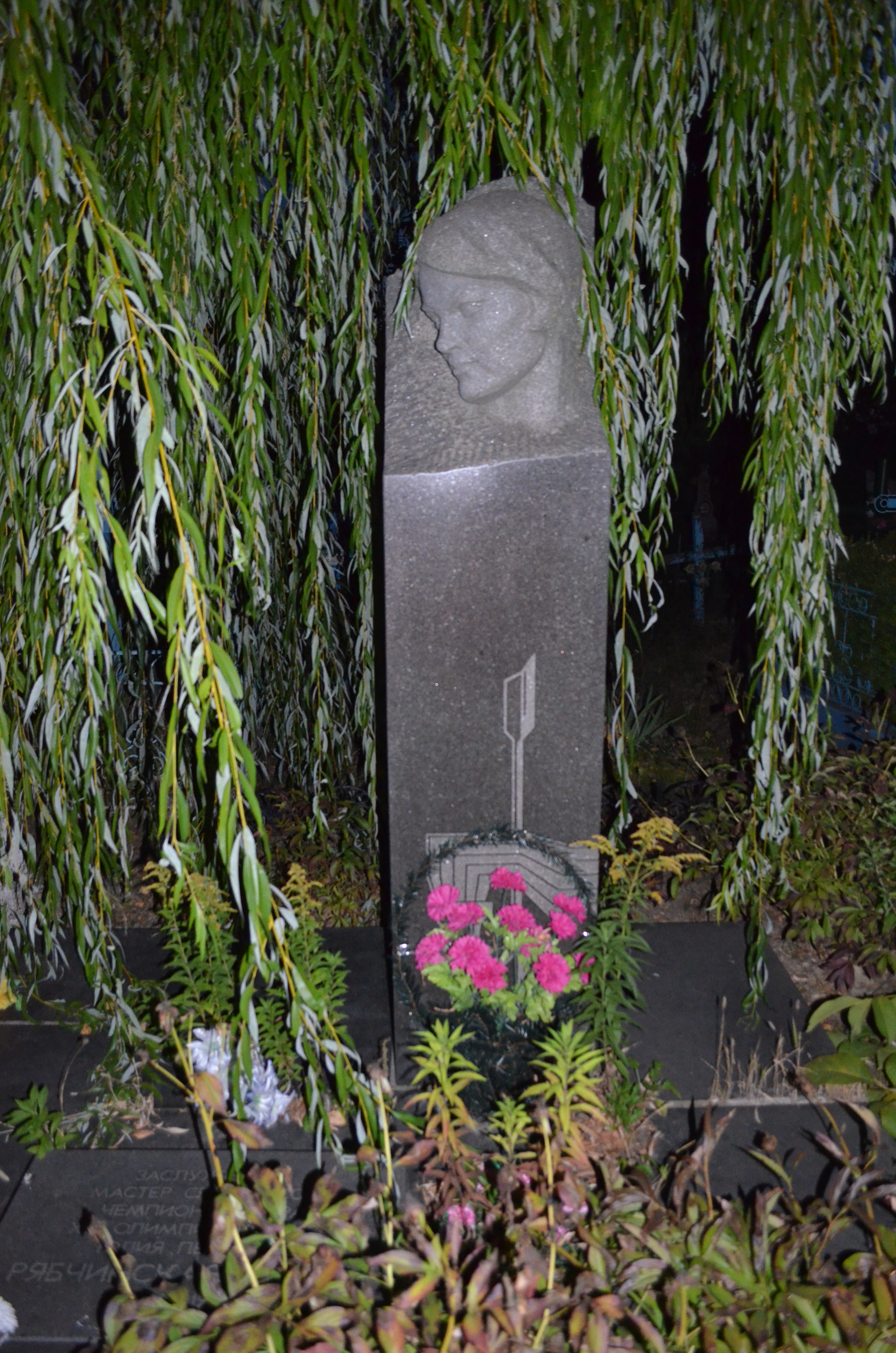
Могила Юлії Рябчинської на кладовищі
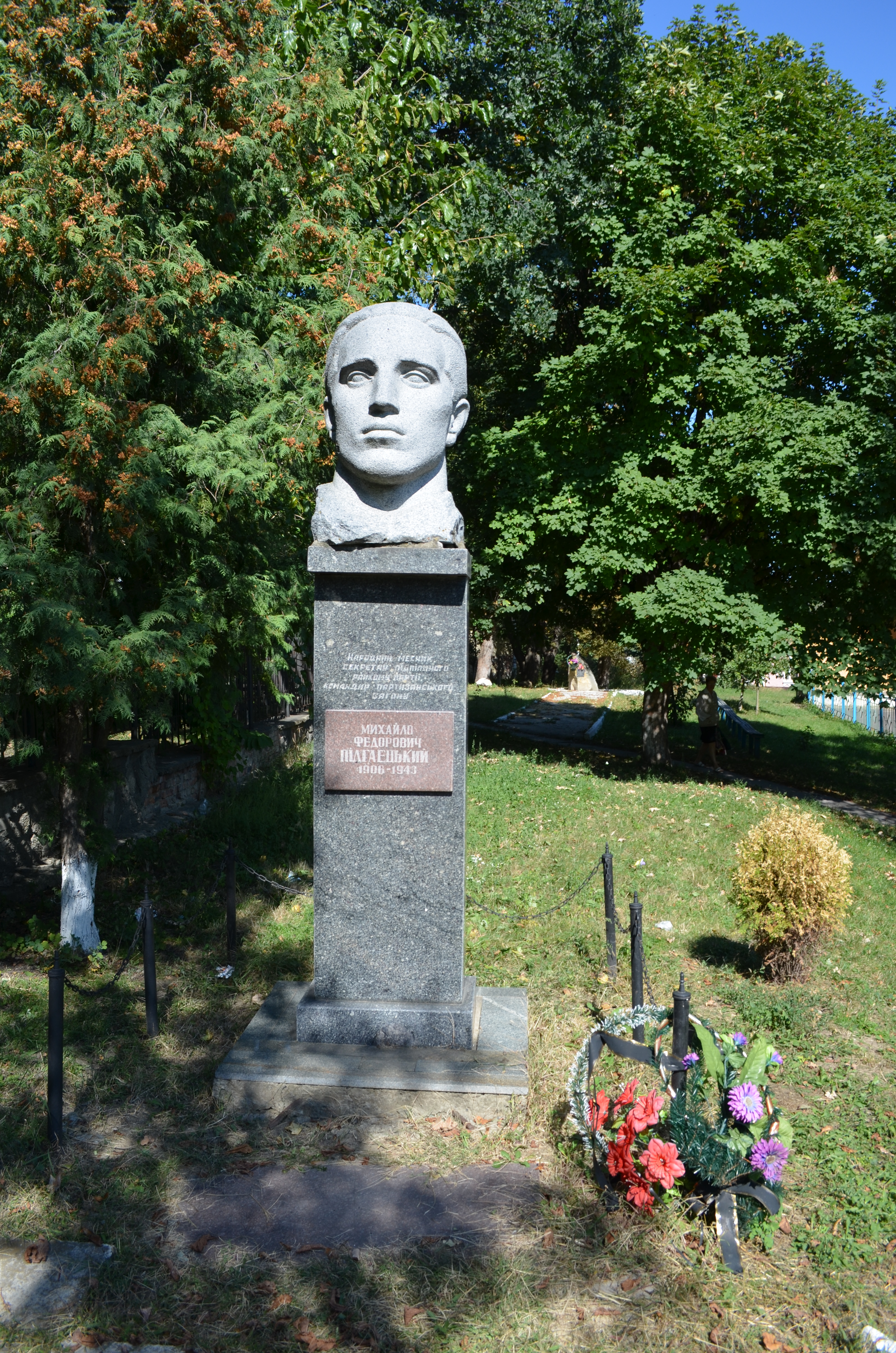
Пам'ятник М.Ф. Підгаєцькому
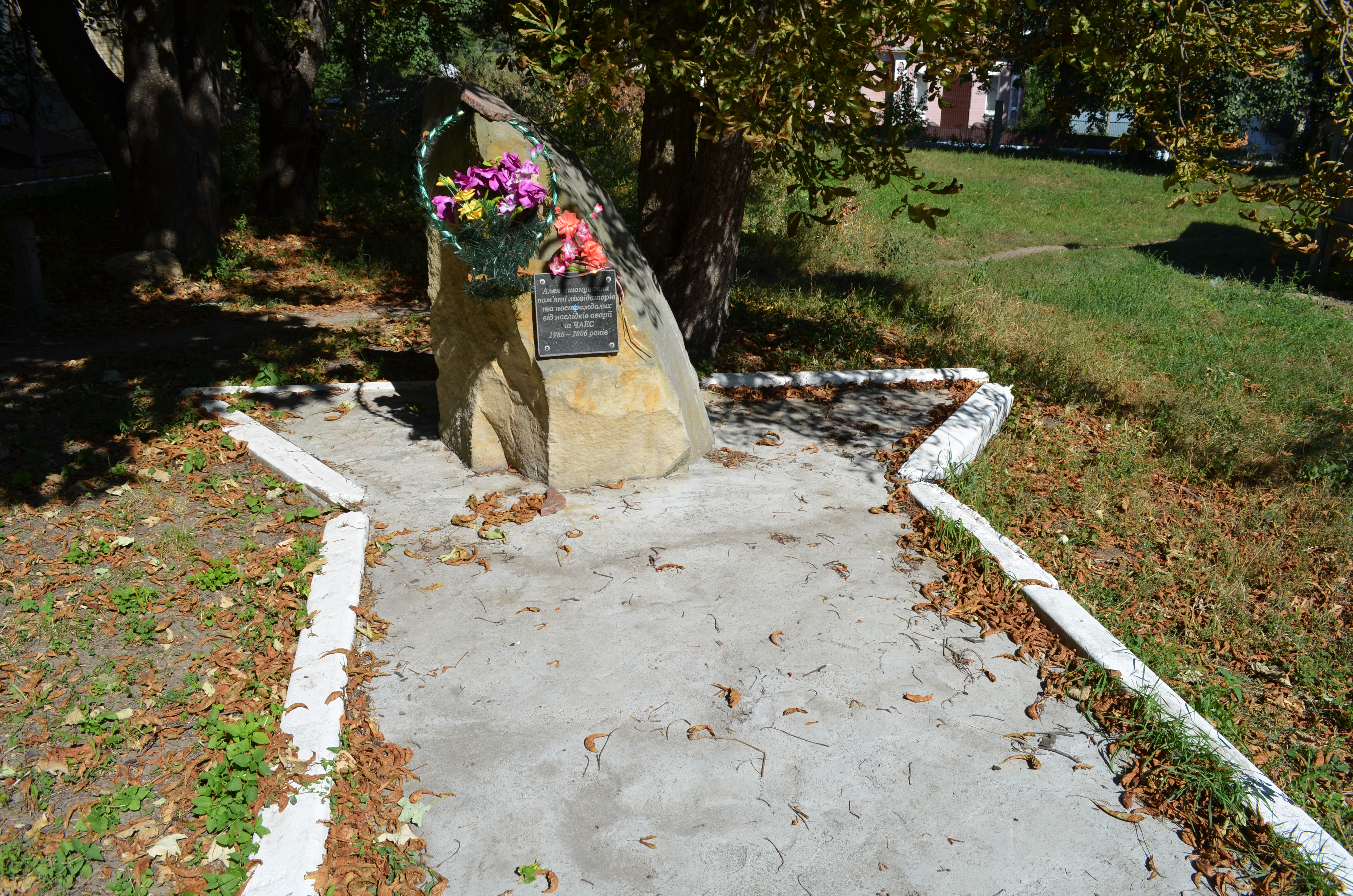
Пам'ятник ліквідаторам та жертвам аварії на ЧАЕС
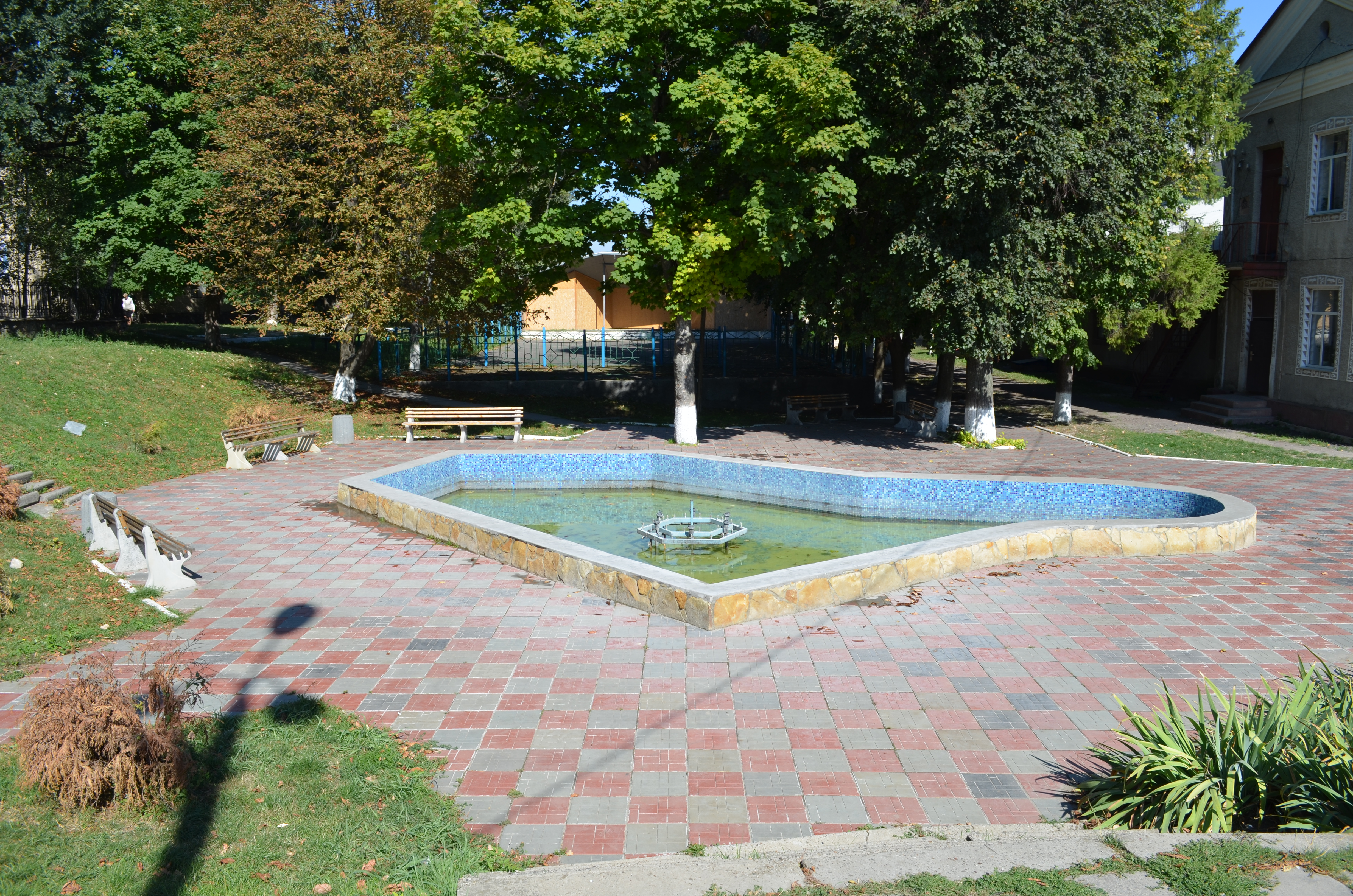
Фонтан
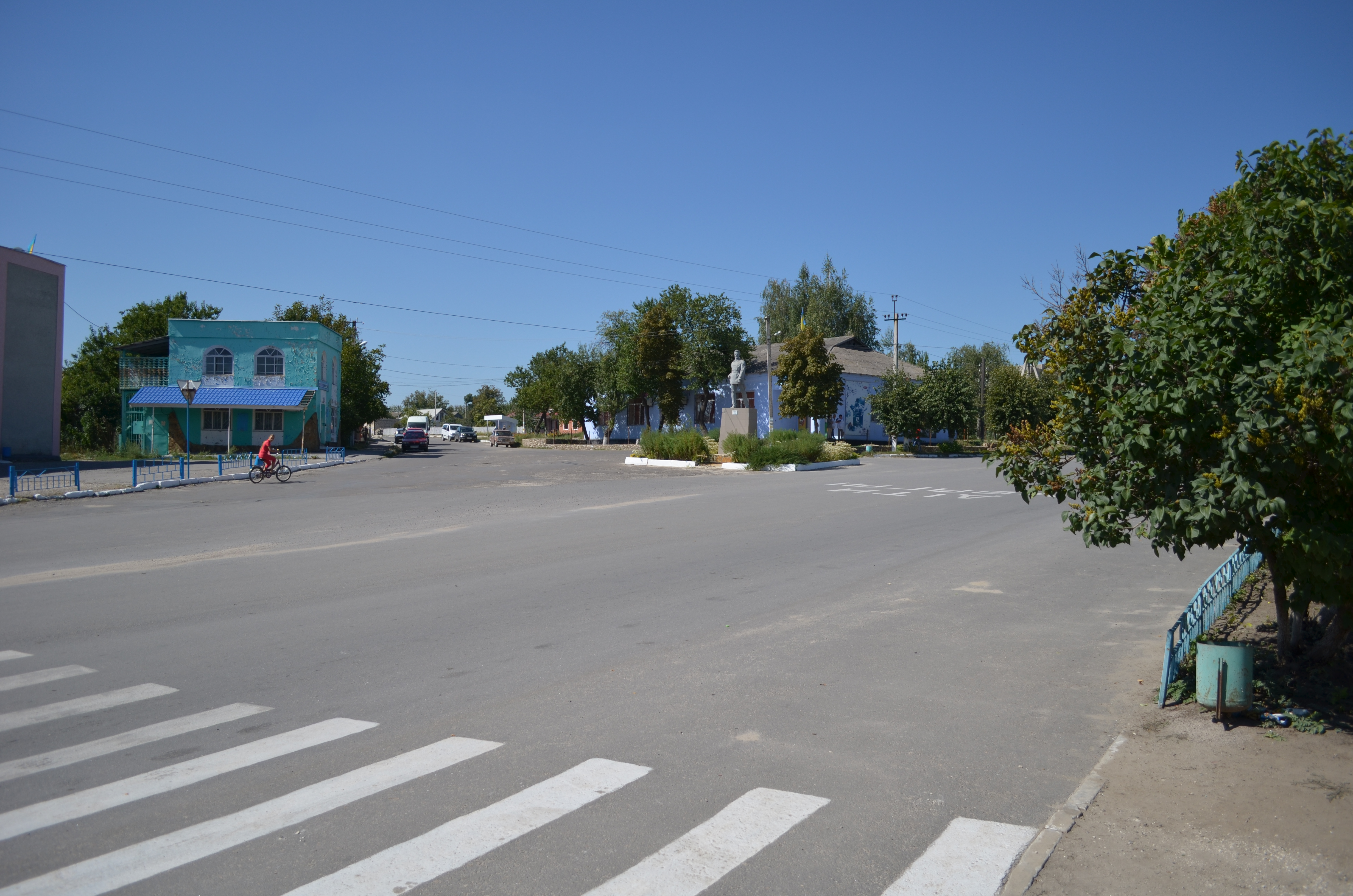
У центрі
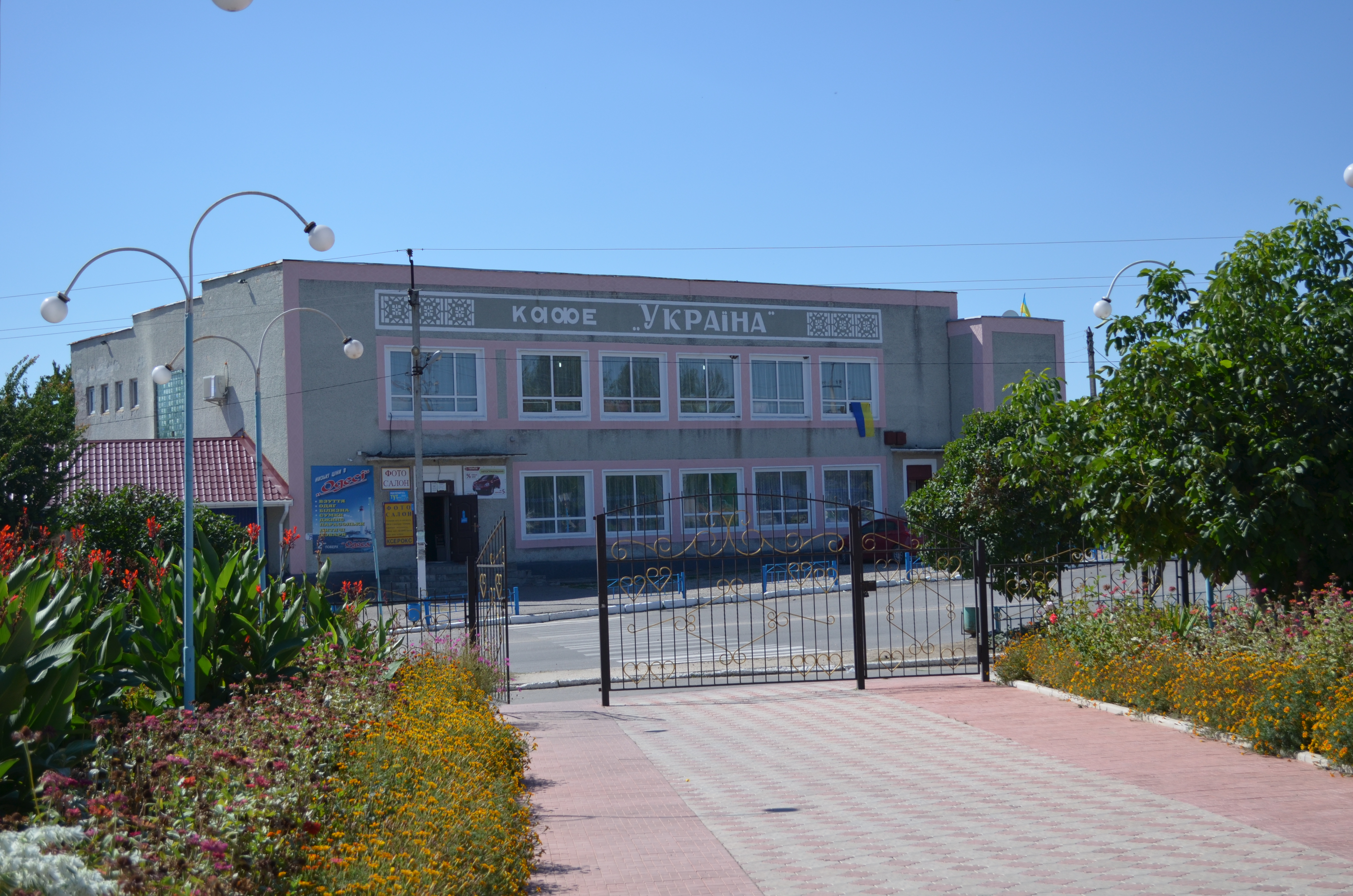
Кафе
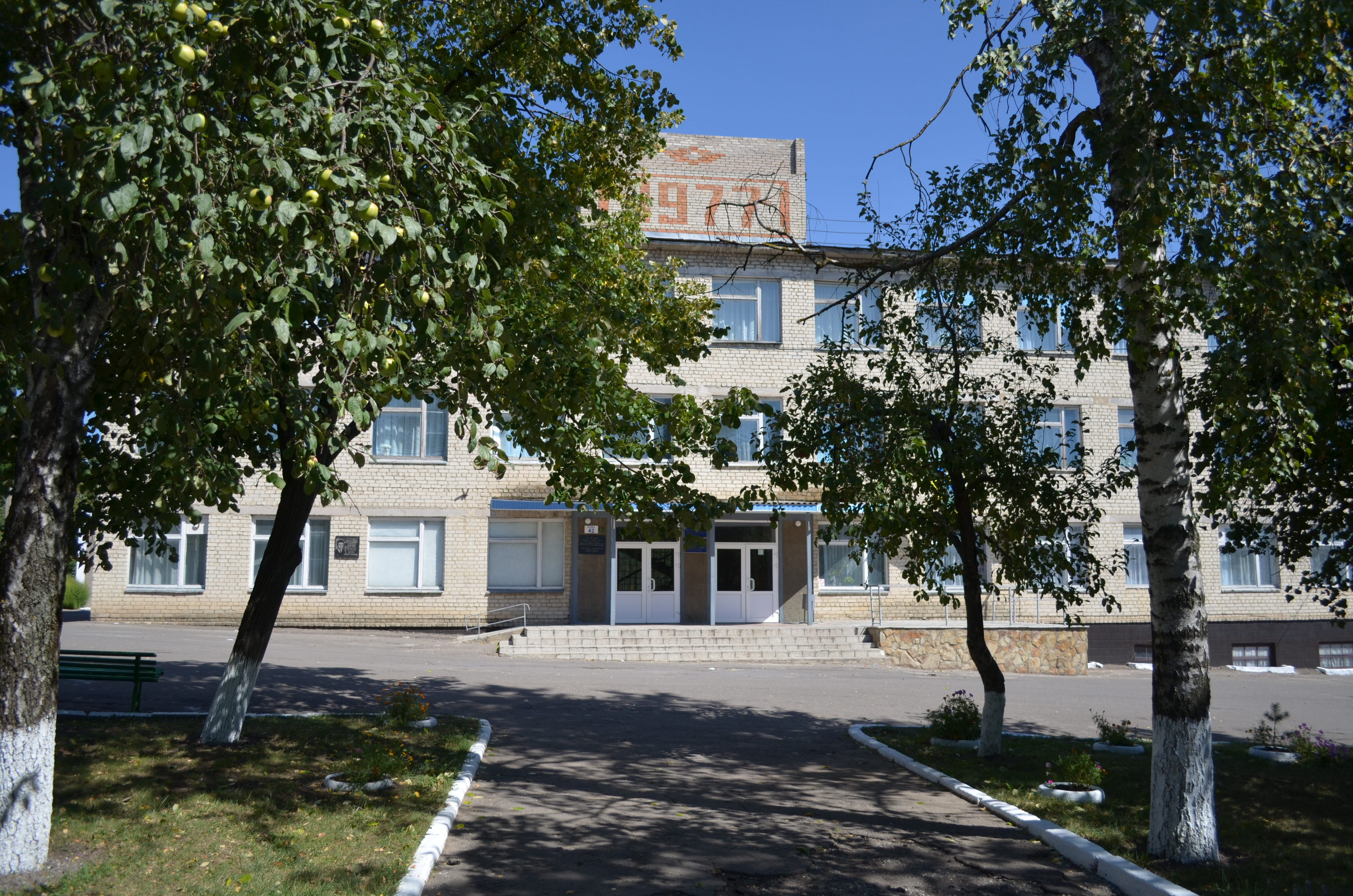
Лікарня
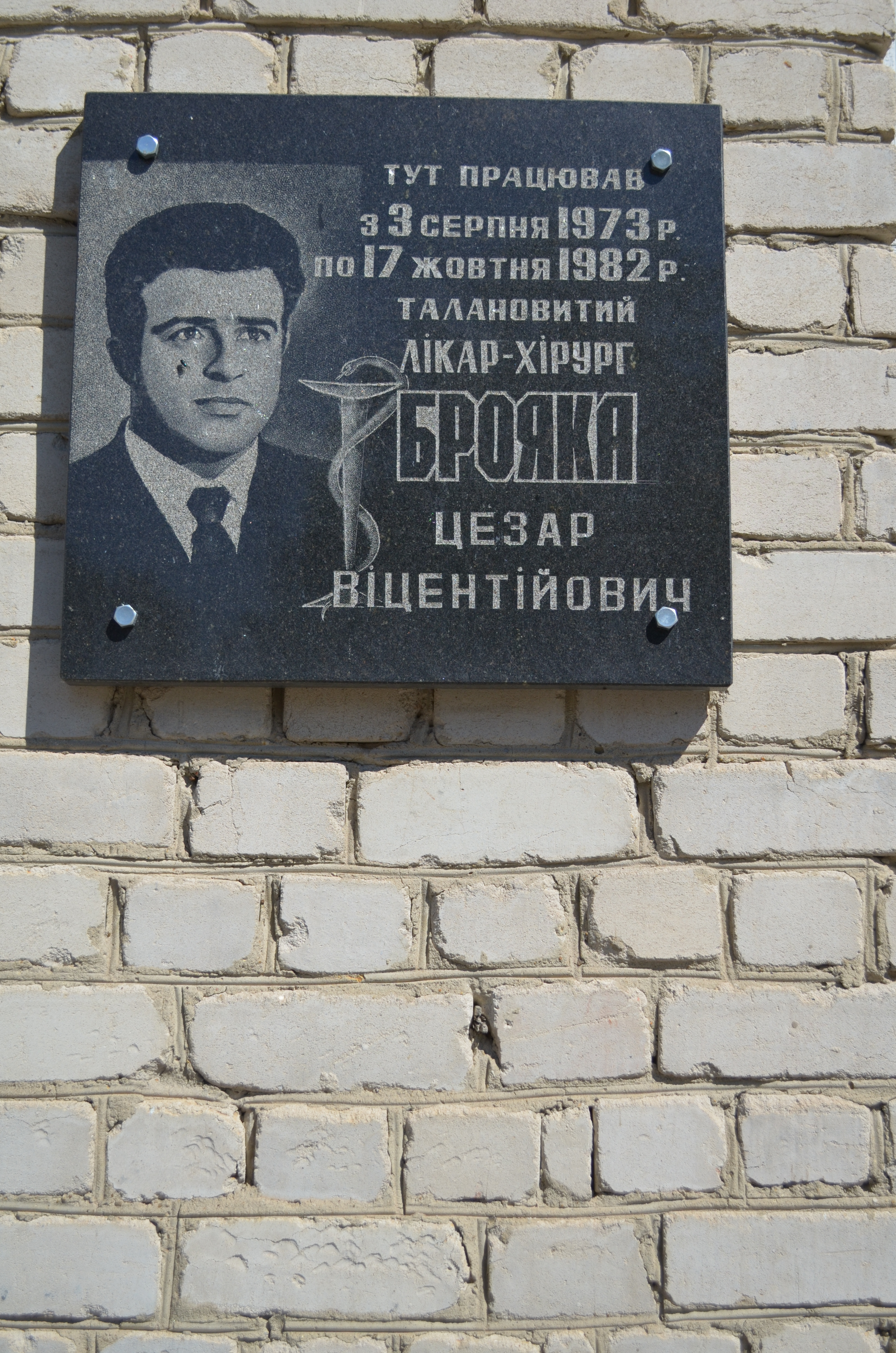
Меморіальна дошка лікарю Ц.В. Брояці на буділі лікарні
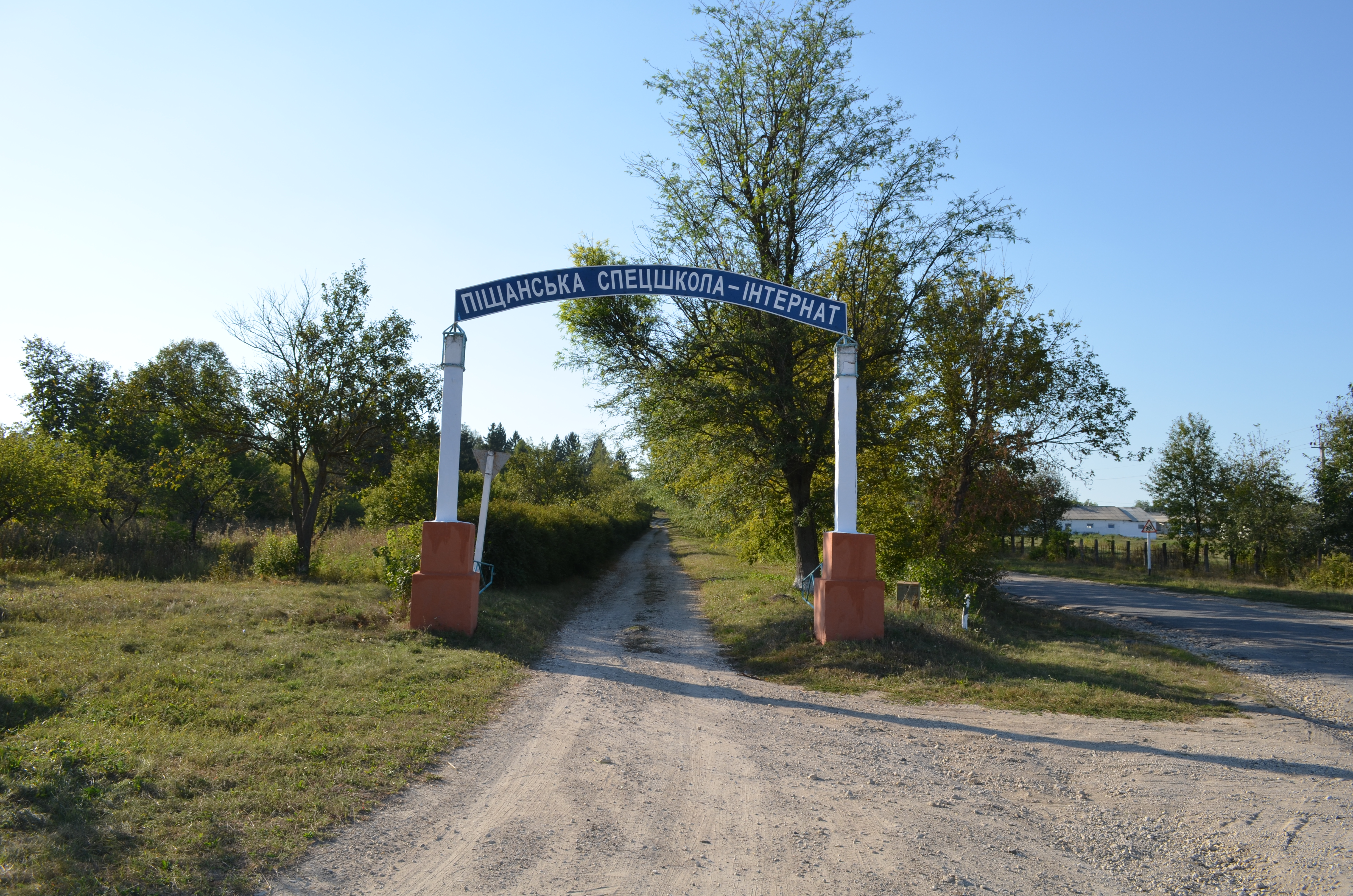
Спецшкола-інтернат
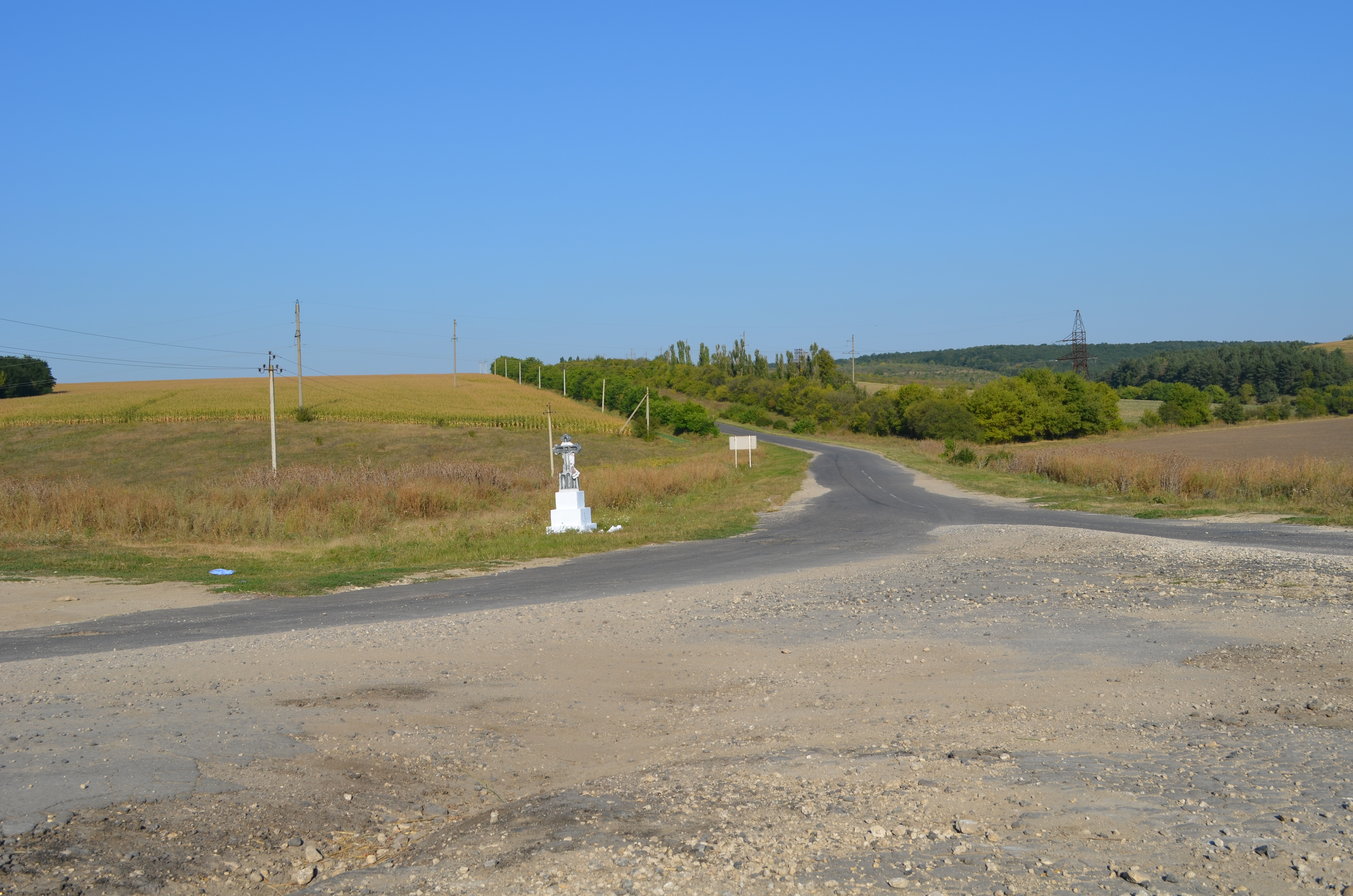
Околиця Піщанки